# Ryiem Forde
Ryiem Forde (23 maggio 2001) è un velocista giamaicano, finalista mondiale nei 100 metri piani a Budapest 2023.

## Biografia
Nel maggio 2023, Forde ha ottenuto un nuovo miglior tempo personale per i 100 metri di 10,07 secondi ad Atlanta, finendo dietro al connazionale Oblique Seville.
Nel luglio 2023 si è classificato secondo nel campionato nazionale giamaicano dei 100 metri. In questo modo, ha ottenuto un nuovo miglior tempo personale di 9,96 secondi per i 100 metri.
È stato selezionato per i Campionati mondiali di atletica leggera 2023 a Budapest nell'agosto 2023. Si è qualificato per la finale dei 100 metri, dove è arrivato ottavo.

## Progressione

### 100 metri piani
| Stagione | Tempo | Luogo    | Data      | Rank. Mond. |
| -------- | ----- | -------- | --------- | ----------- |
| 2023     | 9"95  | Budapest | 20-8-2023 |             |
| 2021     | 10"18 | Boston   | 23-5-2021 |             |
| 2020     | 10"29 | Clermont | 24-7-2020 |             |
| 2019     | 10"19 | Kingston | 8-6-2019  |             |
| 2018     | 10"45 | Kingston | 23-3-2018 |             |

## Palmarès
| Anno | Manifestazione | Sede        | Evento      | Risultato | Prestazione | Note |
| ---- | -------------- | ----------- | ----------- | --------- | ----------- | ---- |
| 2019 | Carifta Games  | George Town | 100 m piani | Argento   | 10"37       |      |
| 2023 | Mondiali       | Budapest    | 100 m piani | 8º        | 10"08       |      |
| 2023 | Mondiali       | Budapest    | 4x100 m     | Bronzo    | 37"76       |      |
| 2024 | World Relays   | Nassau      | 4×100 m     | 7º        | 38"88       |      |